# Blephariceroidea
Blephariceroidea Hennig, 1973, sono una superfamiglia di ditteri nematoceri associati ad ambienti acquatici montani a regime torrentizio.

## Descrizione
Gli adulti apparentemente simili alle tipule si distinguono da queste per diversi piccoli caratteri morfologici fra cui, quello di rilevanza generale, vi è l'assenza della sutura trasversa conformata a V sul torace. Il corpo è sottile e slanciato, di piccole o medio-piccole dimensioni, con lunghezza che varia da 2-3 mm della generalità dei Deuterophlebiidae agli 8–12 mm di alcuni Blephariceridae.
Il capo è libero, ben evidente nei Blephariceridae, in parte nascosto dalla proiezione in avanti del torace nei Deuterophlebiidae. Gli occhi sono generalmente ben sviluppati; nei Blephariceridae, ogni occhio è suddiviso in due aree, una inferiore, formata da ommatidi di normale sviluppo, una superiore formata da ommatidi grandi (macrommatidi). Gli ocelli sono presenti in numero di tre nei Blepharoceridae. Le antenne relativamente lunghe in tutta la superfamiglia; nei Blephariceridae sono nettamente più brevi del corpo, nei Deuterophlebiidae sono in genere molto più lunghe del resto del corpo. L'apparato boccale è atrofico in tutti i Deuterophlebiidae, mentre nei Blepharoceridae è di tipo succhiante o, nelle femmine di alcune specie, pungente-succhiante.
Il torace è relativamente corto. Nei Deuterophlebiidae è fortemente convesso e proteso in avanti fino a nascondere il capo. Le zampe sono esili e allungate.
Le ali sono lunghe e tenute verticalmente in posizione di riposo. La nervatura è ridotta, soprattutto nella porzione posteriore, ma in entrambe le famiglie si osserva una rete secondaria formata da numerose pieghettature nella regione anale e in quella remigante. L'aspetto di questa rete cambia nelle due famiglie: nei Blephariceridae ha la forma di una rete; nei Deuterophlebiidae, le pieghettature assumono un prevalente andamento trasversale, incrociando le nervature longitudinali e simulando, nell'aspetto, le griglie dei ventilatori. La regione anale è marcatamente sviluppata e bene evidente nei Blephariceridae.
L'addome è sottile e allungato, più largo nella porzione prossimale.
Le larve sono apode ed eucefale, di forma appiattita e con tegumento robusto nella parte dorsale. Nei Deuterophlebidae, hanno il capo libero e nettamente distinto dal torace e quest'ultimo mostra in modo evidente la suddivisione nei tre segmenti; nei Blepharoceridae, il capo, il torace e il primo urite si fondono in un'unica struttura (cefalotorace), priva di metameria apparente e visibilmente differenziata dal resto dell'addome. Questa differenziazione della morfologia ha importanti riflessi sull'etologia sia delle larve sia degli adulti nelle due famiglie.
L'addome è provvisto di un numero variabile di pseudopodi o espansioni lateroventrali assimilabili a pseudopodi. Gli stigmi sono assenti (larve apneustiche) e gli scambi gassosi avvengono tramite strutture tegumentali assimilabili a branchie o a tracheobranchie. L'apparato boccale è di tipo masticatore, più o meno modificato. Le larve dei Deuterophlebiidae hanno antenne piuttosto lunghe e, in genere, biforcate.
L'addome è formato da otto uriti apparenti nei Deuterophlebiidae e da 5-6 uriti apparenti nei Blepharoceridae, per la fusione di quelli distali. Le larve dei Deuterophlebiidae sono fornite di 7 paia di pseudopodi che all'apice portano delle ventose circolari. Quelle dei Blepharoceridae sono fornite di 6 paia di pseudopodi, terminanti con branchie tracheali e, sulla faccia ventrale del cefalotorace e dell'addome, sono allineate, in posizione mediana, 6 ventose circolari. Queste ventose, in entrambe le famiglie, permettono l'ancoraggio della larva ai fondali rocciosi di acque impetuose, consentendo la colonizzazione di ambienti altrimenti proibitivi come i torrenti montani, le rapide, le cascate.
La pupa è di forma ovale, depressa in senso dorso-ventrale, mobile solo per la presenza dell'adulto in fase farata. In tutti i gruppi la cuticola è fortemente sclerotizzata sulla parte dorsale. È provvista di organi adesivi che permettono l'ancoraggio al substrato.

## Biologia
Lo sviluppo postembrionale è di tipo olometabolico, con 4 stadi di larva e uno di pupa. Le larve dei Blephariceromorpha vivono sui fondali rocciosi, nutrendosi di alghe e protozoi, che vengono prelevati dalle rocce per mezzo dell'apparato boccale; il comportamento è dunque quello di un animale che pascola. Gli adulti vivono in prossimità dei corsi d'acqua ma spesso in ambienti sterili e rocciosi e poveri di risorse alimentari, in particolare i Deuterophlebiidae, che si sono evoluti perdendo la capacità di alimentarsi.
Secondo ROHDENDORF et al. (1974), le larve dei Deuterophlebiidae hanno sviluppato una notevole efficienza nell'alimentazione, riuscendo così ad accumulare le risorse energetiche necessarie per la riproduzione; gli adulti, invece, sono impossibilitati ad alimentarsi e impiegano le loro riserve energetiche per la riproduzione. La loro vita dura in media poche ore, per quanto in laboratorio sia possibile prolungarla per pochi giorni. I Blephariceridae, pur occupando la stessa nicchia ecologica dei Deuterophlebiidae, talvolta convivendo negli stessi ambienti, sono generalmente presenti in condizioni ambientali più favorevoli alla vita degli adulti, perciò non hanno sviluppato quei singolari adattamenti evolutivi sopra citati. Le larve dei Blephariceridae hanno una minore efficienza nell'alimentazione, a causa della limitata mobilità del capo, fuso nel cefalotorace; di conseguenza, nella generalità dei Blephariceridae, l'adulto ha una vita più lunga e si alimenta, in genere succhiando il nettare dai fiori. Le femmine di alcune specie sono entomofaghe e integrano la loro dieta zuccherina predando altri insetti grazie allo sviluppo delle mandibole perforanti.
I Blephariceroidea tendono a scomparire dai corsi d'acqua inquinati o interessati da alterazioni idrogeologiche: l'eutrofizzazione è causa dello sviluppo di una mucillagine, sui fondali rocciosi, che ostacola la funzionalità delle ventose; nel contempo, le più frequenti riduzioni del livello delle acque espongono le pupe all'azione dei predatori, incrementandone la mortalità.

## Distribuzione
La superfamiglia è cosmopolita, ma i Deuterophlebiidae hanno una diffusione limitata alla regione paleartica orientale e alla regione neartica. I Blephariceridae sono invece rappresentati in tutto il pianeta ad eccezione delle isole oceaniche del Pacifico.

## Sistematica
ROHDENDORF et al. proposero, nel 1974, l'inclusione di Deuterophlebiidae e Blephariceridae in differenti infraordini (denominati rispettivamente Deuterophlebiomorpha e Blephariceromorfa). Questa classificazione non gode tuttavia di particolare favore e la maggior parte degli Autori propende per l'inserimento di entrambe le famiglie nella superfamiglia dei Blepharicoidea (Diptera: Blepharicomorpha).